# Linee d'ombra
Linee d'ombra è un film documentario del 2007 diretto da Francesco Crispino.
Il film ripercorre la carriera artistica di Armando Crispino.